# Midville (Lincolnshire)
Midville – wieś w Anglii, w hrabstwie Lincolnshire. Leży 44 km na wschód od Lincoln i 177 km na północ od Londynu.